# Lycoming O-540
El Lycoming O-540 es una familia de motores de montaje horizontal opuesto de seis cilindros para su montaje en aviones de ala fija y helicópteros, construida por Lycoming Engines. El motor es una versión de seis cilindros derivado del motor de cuatro cilindros Lycoming O-360.

## Diseño y desarrollo
Tiene un desplazamiento de 8874 cm³ (541,5 cu in, de ahí su denominación). Generalmente estos motores producen 235 a 350 caballos. Están instalados en un gran número de tipos de aviones diferentes. Los principales motores competidores de este son el Continental IO-520 y el IO-550.
La versión AEIO fue desarrollada para aviones acrobáticos de competición de alto perfil. Comenzando con 260 c.v., la potencia fue mejorada hasta alcanzar los 300 c.v. La familia AEIO-540 ha obtenido exitosos resultados en aviones de competición como el Extra 300, CAP 232 y Zivko Edge 540.

## Variantes

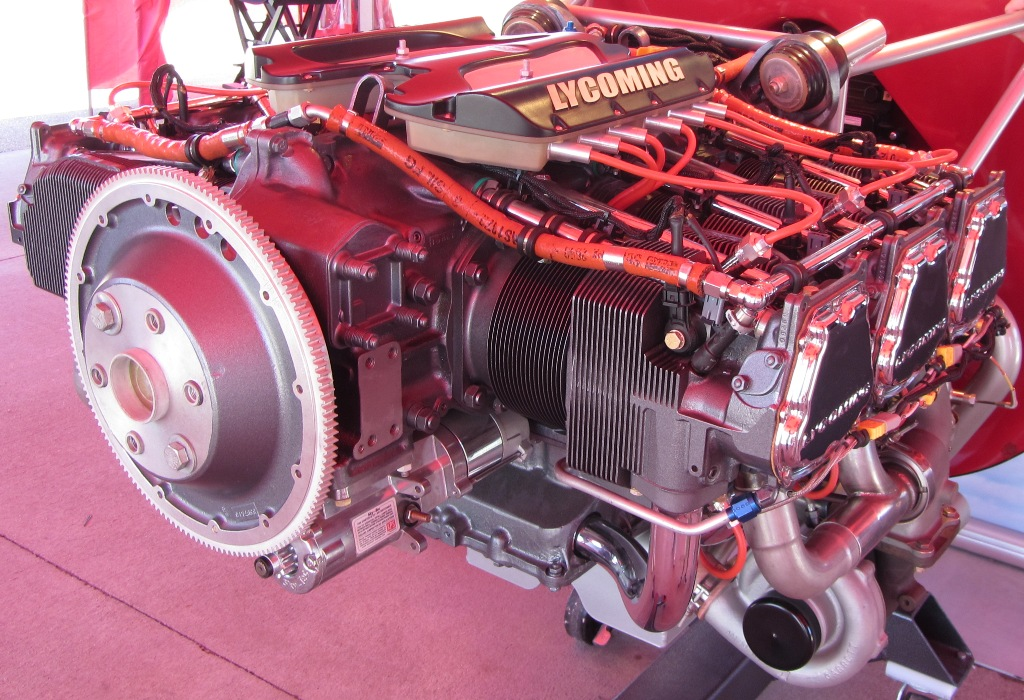
Lycoming TEO-540

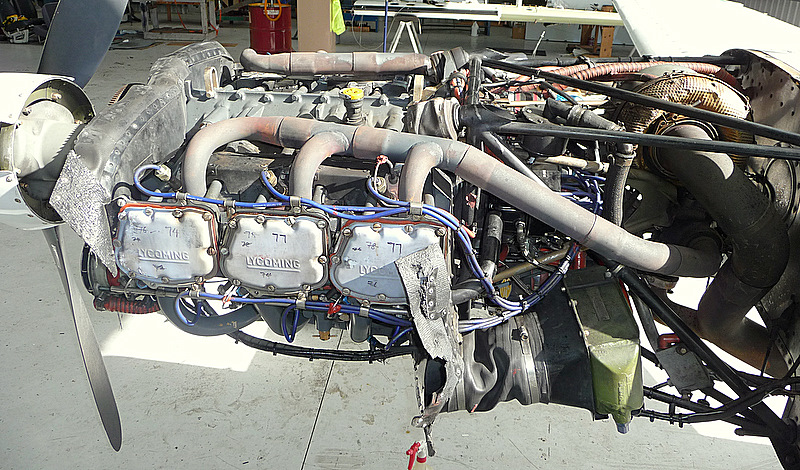
Un LTIO-540 montada en el ala derecha de un Piper Chieftain. El turbocargador se puede ver en la parte superior derecha de la imagen.

Todos los motores tienen un prefijo que precede al 540 para indicar la configuración específica del motor. También hay numerosos sufijos de motores, denotando los diferentes accesorios como los diferentes carburadores del fabricante o diferentes magnetos.
O-540
Standard, conducción directa, motores de aspiración normal Opuesta, equipado como un carburador.
IO-540
motores atmosféricos con  Inyección de combustible.
AEIO-540
motores atmosféricos con inyección de combustible y lubricación inversa para uso Acrobático (Aerobatic).
TIO-540
Con inyección de combustible y Turbocargado. (Ver turbocompresor)
TEO-540
Turbocargado con sensores Electrónicos e inyección de combustible para cada cilindro que maneja  la detonación y temperatura de fuga haciendo al avión compatible con un gran rango de composiciones de combustibles produciendo hasta 350 c.v.
LTIO-540
Rotación opuesta (Left-hand), turbocargado, inyección de combustible; usada en el ala derecha de los Piper PA-31-325 Navajo C/R y Piper PA-31-350 Chieftains para prevenir problemas críticos de control del motor. También utilizado en el ala izquierda de los Aerostar 700P.
IGO-540
Caja reductora (Gearbox) en el frontal para gestionar la hélice a menos revoluciones por minuto que el motor de aspiración normal e inyección de combustible. Motor de lubricación seca construido específicamente para el Aero Commander 560F.
IGSO-540
Motor de admisión sobrealimentado,caja reductora de conducción de hélice, e inyección de combustible (hasta 380 c.v.).
VO-540
Motor de montaje Vertical para su uso en helicópteros con aspiración normal y equipado con carburador.
IVO-540
Motor de aspiración normal con inyección de combustible  y montaje vertical para su uso en helicópteros
TVO-540
Motor turbocargado con un carburador, montado verticalmente para su uso en helicóptero.
TIVO-540
Motor turbocargado con inyección de combustible, montaje vertical para su uso en helicópteros.
HIO-540
Motor de Helicóptero de montaje vertical, con aspiración normal e inyección de combustible.

## Aplicaciones
- AAC Angel
- Aero Commander 500 series
- Akaflieg München Mü30 Schlacro
- Bárcenas B-01
- Bellanca Viking 300 (17-31 and 17-31TC)
- Bellanca 17-31ATC Turbo Viking
- Britten-Norman Islander
- Britten-Norman Trislander
- Brantly 305
- CallAir A-9
- Cessna 182
- Dornier Do 28
- Dream Tundra
- Embraer EMB 202 Ipanema
- Enaer T-35 Pillan
- Evangel 4500
- Gippsland GA8
- Gippsland GA200
- Helio/Maule M5-235
- Mooney M20
- Moynet 360-6 Jupiter
- Murphy Moose
- PAC CT/4E
- Piaggio P.166
- Piper Aerostar
- Piper Aztec
- Piper Saratoga
- Piper PA-24 Comanche
- Piper PA-25 Pawnee
- Piper PA-31 Navajo
- Piper PA-46 Malibu
- Pitts Special variants
- Robinson R44
- Rockwell Commander 114
- Sharp Nemesis NXT
- Socata TB-20
- Socata TB-30 Epsilon
- Utva Lasta
- Utva-65 Privrednik
- Van's Aircraft RV-10
- Zlin Z-143
- Zlín Z 50
- Embraer Ipanema

## Especificaciones (IO-540-K1A5)
- ref=FAA Lycoming IO-540 Series Type Certificate. Archivado el 23 de noviembre de 2009 en Wayback Machine. Comprobado: 1 se septiembre de 2008.
- tipo= motor horizontal de seis cilindros y enfriamiento por aire
- desplazamiento=8,9 litros
- peso=438 lb (199 kg)
- Engranaje=Dos válvulas superiores por cilindro
- sistema de combustible=inyección de combustible
- tipo de combustible=gasolina de 100 octanos
- sistema de enfriamiento=Enfriamiento por aire
- potencia=300 c.v. (223 kW) a 2.700 rpm a nivel del mar
- compresión=8,7:1
- espectro de potencia=0,55 hp/in³ (25,14 kW/L)
- potencia/peso=0,68 c.v./lb (1,12 kW/kg)